# グランパス級潜水艦
グランパス級潜水艦（ぐらんぱすきゅうせんすいかん、Grampus-class submarine）は、1930年代にイギリス海軍が建造した機雷敷設潜水艦。
1932年にプロトタイプである「ポーパス」が建造され、その経験を基に改型である5隻が建造されている。この経緯から、「ポーパス」の方をネームシップとしてポーパス級潜水艦（Porpoise-class submarine）とも呼ばれる。本級は全艦が海獣に由来する名前を持っていた。

## 設計
グランパス級は、当初から機雷敷設を目的として設計されたイギリス海軍で唯一の潜水艦である。1930年度～1936年度計画により建造された6隻の中で、プロトタイプである「ポーパス」のみ他の5隻と要目や細部の形状に差異がある。
艦の構造は「ポーパス」のみサドルタンク式、他が複殻式を採用した。L級潜水艦で機雷敷設艦となった艦では機雷敷設筒を採用していたが、本級では艦上部に内蔵式の機雷庫とエンドレス・チェーンによる機雷用コンベアが設けられており、Mk.XVI機雷50個をコンベアで移動させ艦尾の投下口より連続して敷設する能力を持っていた。この構造のため、側面からみると長方形に近い特徴的な艦体を持っていた。「ポーパス」は艦体構造が姉妹艦と異なることから前甲板上部の形状が異なっており（他の姉妹艦が艦首まで平坦なのに対して、「ポーパス」は段差がある）、他の姉妹艦との相違点の一つとなっていた。
本級は全部で9隻の建造が計画されたが、魚雷発射管から投下できるMk.II機雷が開発されたことで本級のような専用の機雷敷設潜水艦の価値が薄れたことにより、1940年計画の3隻は建造中止となった。

## 戦歴
第二次世界大戦において、本級は北海、地中海、インド洋、極東で広範囲の活動に従事した。大戦中に本級は機雷2,599個を敷設した実績を残している。
機雷敷設任務だけでなく、機雷庫を物資搭載スペースに流用してマルタ攻囲戦中のマルタ島への輸送任務にも用いられており、この任務に従事する潜水艦は「魔法の絨毯」（Magic Carpet）という渾名で呼ばれていた。
大戦中に4隻が戦没し、さらに「シール」はドイツ海軍に捕獲され同海軍の「UB」となった。唯一戦争を生き残った「ロークウァル」も戦後まもなく解体されている。

## 艦名一覧
| 艦名         | ペナントナンバー | 建造所                         | 竣工          | 最期 |
| ------------ | ---------------- | ------------------------------ | ------------- | --- |
| ポーパス     | N14              | ヴィッカース・アームストロング | 1933年3月11日 | 1945年1月11日にマラッカ海峡で日本軍機の空襲、もしくは1月19日に第九号駆潜艇の爆雷攻撃により沈没。        |
| グランパス   | N56              | チャタム工廠                   | 1937年3月10日 | 1940年6月16日にシチリア島沖でイタリア海軍水雷艇「ポルーチェ」の爆雷攻撃により沈没。                     |
| ナーワル     | N45              | ヴィッカース・アームストロング | 1936年2月28日 | 1940年7月23日にノルウェー沖でドイツ空軍機の攻撃により沈没と推定。                                       |
| ロークウァル | N74              | ヴィッカース・アームストロング | 1937年2月10日 | 1946年3月にスクラップとして解体処分。                                                                   |
| カシャロット | N83              | スコッツ                       | 1938年4月15日 | 1941年7月30日にベンガジ沖でイタリア海軍水雷艇「ジェネラーレ・アキッレ・パパ」の体当たり攻撃により沈没。 |
| シール       | N37              | チャタム工廠                   | 1939年5月24日 | 1940年5月5日にカテガット海峡でドイツ海軍により捕獲後、同海軍「UB」となる。1945年5月3日自沈。            |
| P411         | P411             | スコッツ                       |               | 建造中止。                                                                                              |
| P412         | P412             | スコッツ                       |               | 建造中止。                                                                                              |
| P413         | P413             | スコッツ                       |               | 建造中止。                                                                                              |